# Ermes Flavio de Bonis
Ermes Flavio de Bonis (Padova, 1460 circa – 1514) è stato uno scultore, architetto e medaglista italiano.

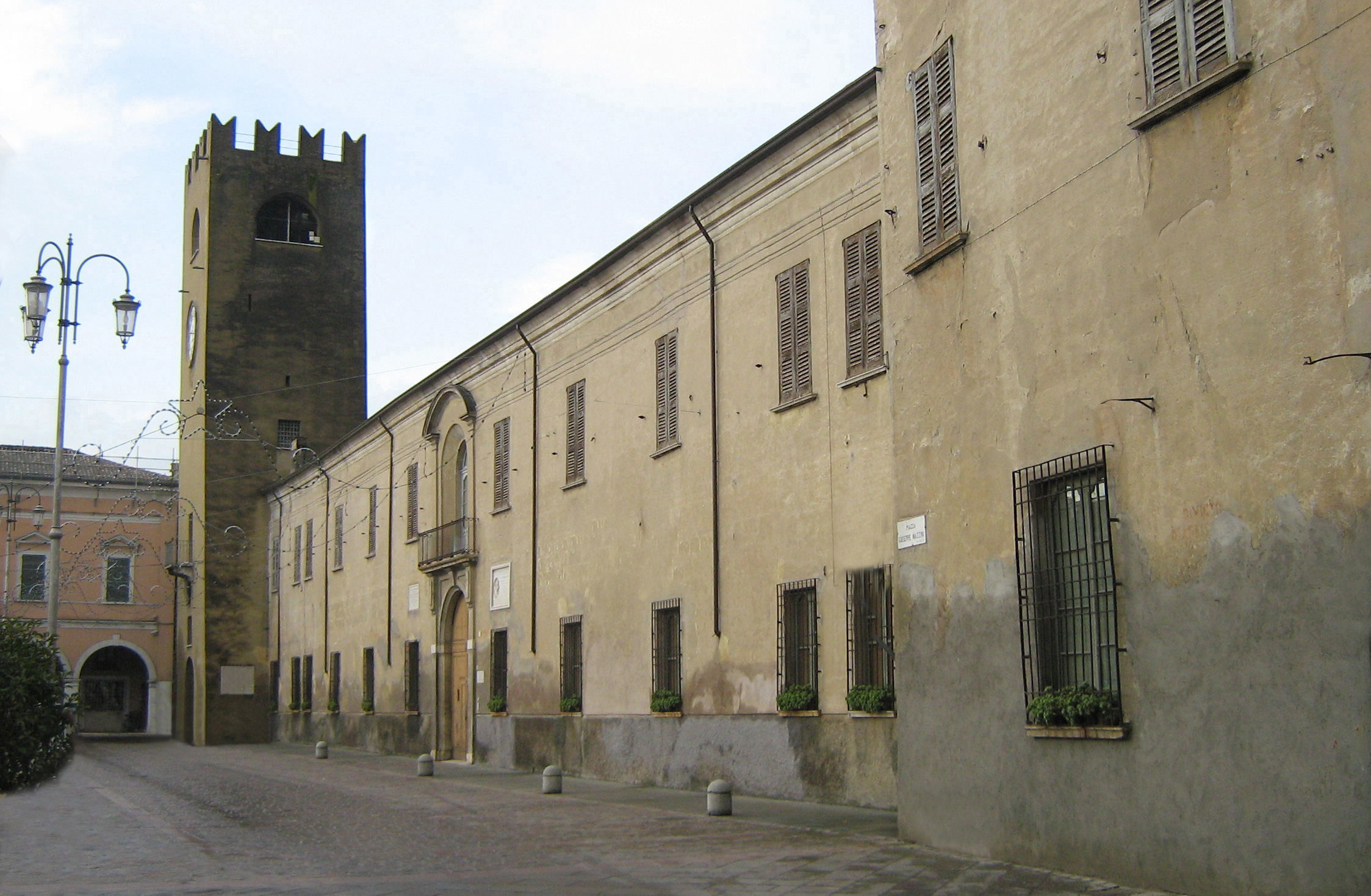
Castel Goffredo, palazzo Gonzaga-Acerbi

Nato a Padova da nobile famiglia, nel 1483 fu al servizio del cardinale Francesco Gonzaga e quindi del vescovo di Mantova Ludovico Gonzaga. Nel 1499, ricevette l'incarico di sovraintendere ai lavori di costruzione a Castel Goffredo del nuovo palazzo del vescovo.

## Opere
- Medaglia in bronzo, Alexander etruscus, 1474 circa.[2]